# الی کرین
الیجا جیمز کرین (زاده ۳ ژانویه 1980) یک سیاستمدار و تاجر آمریکایی است که از سال ۲۰۲۳ به عنوان نماینده ایالات متحده از ناحیه ۲ کنگره آریزونا انتخاب شده است. او یکی از اعضای حزب جمهوری‌خواه است.
الیجا جیمز کرین در یگان ویژه نیروی دریایی ایالات متحده آمریکا خدمت کرد و یکی از بنیانگذاران شرکت Bottle Breacher بود که درب بازکن‌های بطری ساخته شده از پوسته‌های کالیبر ۵۰ را تولید می‌کرد. کرین در توسان، آریزونا به دنیا آمد و در یوما بزرگ شد. پدرش به عنوان داروساز کار می‌کرد. یک هفته پس از حملات ۱۱ سپتامبر، او دانشگاه را رها کرد و در نیروی دریایی ایالات متحده ثبت نام کرد.